# Strike Witches
Strike Witches é um projeto de entretenimento em várias mídias: três mangás, de 2005, 2008 e 2009, duas light novels, de 2006 e 2008, um OVA de 2007, duas séries televisivas de anime, de 2008 e 2010 e um filme de anime que estreou em 17 de março de 2012, contando a história da Yoshika tentando sucesso em carreira médica.

## Enredo
A historia se passa no mesmo período da Segunda guerra mundial em um tempo alternado. Em 1939, data do inicio da segunda guerra uma gigantesca nuvem aparece entre dois países Galia (França) e Karsland (Alemanha). Todos os países importantes da segunda guerra entram em combate mas apenas uma força se mostra eficiente contra esse inimigo impiedoso, são as Witches, garotas que têm a capacidade de usar magia (força natural). Elas usam uma unidade de ataque (Unit Strike) desenvolvida por Ichiro Myafuji, um cientista de Fuso (Japão).

## Mangá
O mangá está divido em 3 volumes. O primeiro intitulado de Strike Witches: Soukou no otometachi teve apenas 3 capítulos e foi cancelado por ser "ecchi" demais. O segundo volume foi chamado de Strike witches: Tenkou no otometachi e teve seis capítulos, contando o ingresso de Miyafuji Yoshika a 501st. O terceiro volume é Strike Witches: Kimi to tsunagaru sora e conta o fim da batalha contra os Neuroi, e o que os membros da 501st fizeram após isso.

## Terminologia

### Países
Os países são Liberion (Estados Unidos). Não se tem muita informação mas já foi atacado por neurois, Fuso (Japão).  Em um manga alternativo ele é o primeiro a ser atacado. Em 1937, ORússia (Rússia) parcialmente dominada. Soumos (Finlândia) sem informação.

### Witches
São garotas que tem habilidades de usar a Magia que e diferente da energia natural mas segue os mesmos princípios, são geralmente com idade inferior a 20 anos idade onde o lacre magico se estabiliza. Witche tem habilidades especias como o Stum (usado por Erica Hartmann) que e um fluxo de éter que causa grande dano no inimigo as magias e usada geralmente como ataque mas pode ser usada como defesa (os escudos delas) ou cura (usada por Miyafuji e outras) mas essa e bem rara só usuários com grande controle ou capacidades magicas podem usa-la. Muitas magias podem ser feitas por qualquer um com grande controle magico, ao contrario do que se pensa os homens usam magia embora não com o mesmo controle que as witches e não com a mesma força, perdendo sempre o controle e tomando forma de seus familiares são muito instáveis se tornado inviáveis para o exercito. Muitas witches tem seu personagens baseados em asses da segunda guerra mundial como Sanya Vladimrovna Litsvyak e sua versão no nosso mundo a mãe dela Lydia Vladimrovna Litsvyak.

### Unit Striker
As unidades de ataque tem base modelos de aviões da segunda guerra como o P-51 Mustang e o ME-262 (strike a jato) eles usam um motor de explosão magico (usa magia como combustível) e selos mágicos para manter o metal com grande resistência. Seu desenvolvimento foi inicialmente pelo Dr. Ichiro Miyafuji mas logo vários cientistas usam os selos magico e o conhecimento básico da pesquisas dele para criar outras unidade assim como as unidades de solo e aquáticos. Ha também o projeto corrompido de strikes que usam pedaços do nucleo neuroi abatido na Galia esses strikes pode lançar pequenos raios mas acaba infectando as usuarias tendo apenas 5 ou menos tempo de vida.

### Magia
A magia e uma energia que segue todas as leis físicas quando manifestada da características do familiar da bruxa (familiar e um animal que protege as bruxas e as guia para o outro mundo)magia também interfere com equipamentos e com os neuroi. As magias mais usadas são as de proteção (escudos) ataque (Stum, Tornelle etc) a também magias especias como o escudo múltiplo (feito por Francesca Lucchini) a magia de rastreamento da Sanya(as ramificações em sua cabeça) ou o escudo de ódio que reflete os ataque de volta para o atacante (feito pelo Warlock) e o ultimo meio usando um objeto de intermediação como uma espada pode-se laçar magia ou aumentar o poder de objetos.

### Familiar
Um espírito animal que se liga a uma bruxa ou bruxo aumentando seu poder mágico inato, bem como conceder habilidades exclusivas. Por exemplo, familiares de coelho são conhecidos por conceder super audição, enquanto familiares felinos pode conceder a visão noturna. Eles são visíveis exteriormente pelas suas orelhas e caudas sobre as bruxas quando se manifesta a magia. Familiares são capazes de manifestar completamente e até mesmo agir de forma independente, mas raramente o fazem. Familiares ou são totalmente ausente ou não enfatizada no anime.xota

### Projetos Secretos
Exitem vários projetos secretos como o controle de neurois por meio de um fragmento do neuroi da Galia e o Warlock (usado para confundir uma investigação) um projeto feito para substituir as witches dos campos de batalha seu verdadeiro objetivo e criar soldados com grande poder para auxiliar o verdadeiro Warlock na guerra contra os neuroi e a bomba atômica que parece causar mutações no s neurois deixando-os mais fortes mas instáveis.

### Neuroi
Não se pode falar falar dos heróis sem falar dos vilões, os neurois são uma raça extraterrestre que invade o planeta terra eles são compostos de um núcleo vermelho que controla uma matéria negra que os protege existem vários tipos de neuroi muitos deles são voadores mas também exitem os terrestre de baixo nível de ataque mas uma poderosa defesa e os piores de todos os humanoides que controlam todos os outros neurois os ninhos deles são naves gigantescas que transportam um numero limitado e neurois mas que pode produzir núcleos falsos criando pseudo neurois que são fáceis de destruir abaixo dos humanoides existem os cruzadores de batalha são os piores de todos já que seu poder e superior ao de um humanoide (só pelo grande tamanho) muitos estudiosos discutem a posição deles na tabela de classificação possuem uma armadura que só pode ser atravessada por golpes de magia pura seus raios atravessam escudos comuns esse tipos só destruídos geralmente pelos esquadrões de elite(usadas em chances de sucesso acima de 80%) que são as mais poderosas de todas.

### Armas
As witches usam geralmente fuzis 13mm e espadas e um rifle anti-tank in boys, e uma modificação do fligerfaust chamado de fliguerhummer(disparador sequencial de misseis)alem de armas com ate 180mm mais essas por serem pesadas são usadas por witches com grande poder. Ha também o uso de navios como o Akage e o Yamato alem de tanques com canhões de 140mm, lançadores de misseis na segunda temporada eles usam uma munição anti-neuroi que se mostra bastante efetivo alem do uso de protótipos de robôs e o canhão de Tesla que consegue cortar ninhos neurois ao meio(por requirir muita energia logo e disparado uma vez por semana ) e a criação americana a bomba atômica usada no deserto de nevada contra um neuroi o que acabou resultando em um padrão de comportamento novo